# Stenonychosaurus
Stenonychosaurus („ještěr s úzkými drápy“) byl rod menšího teropodního dinosaura z čeledi Troodontidae, žijícího v období pozdní svrchní křídy (geologický věk kampán) na území dnešní kanadské provincie Alberty (souvrství Dinosaur Park). Dlouho byl považován za mladší synonymum rodu Troodon, podle novějších výzkumů je ale skutečně samostatným rodem troodontidního teropoda.

## Historie

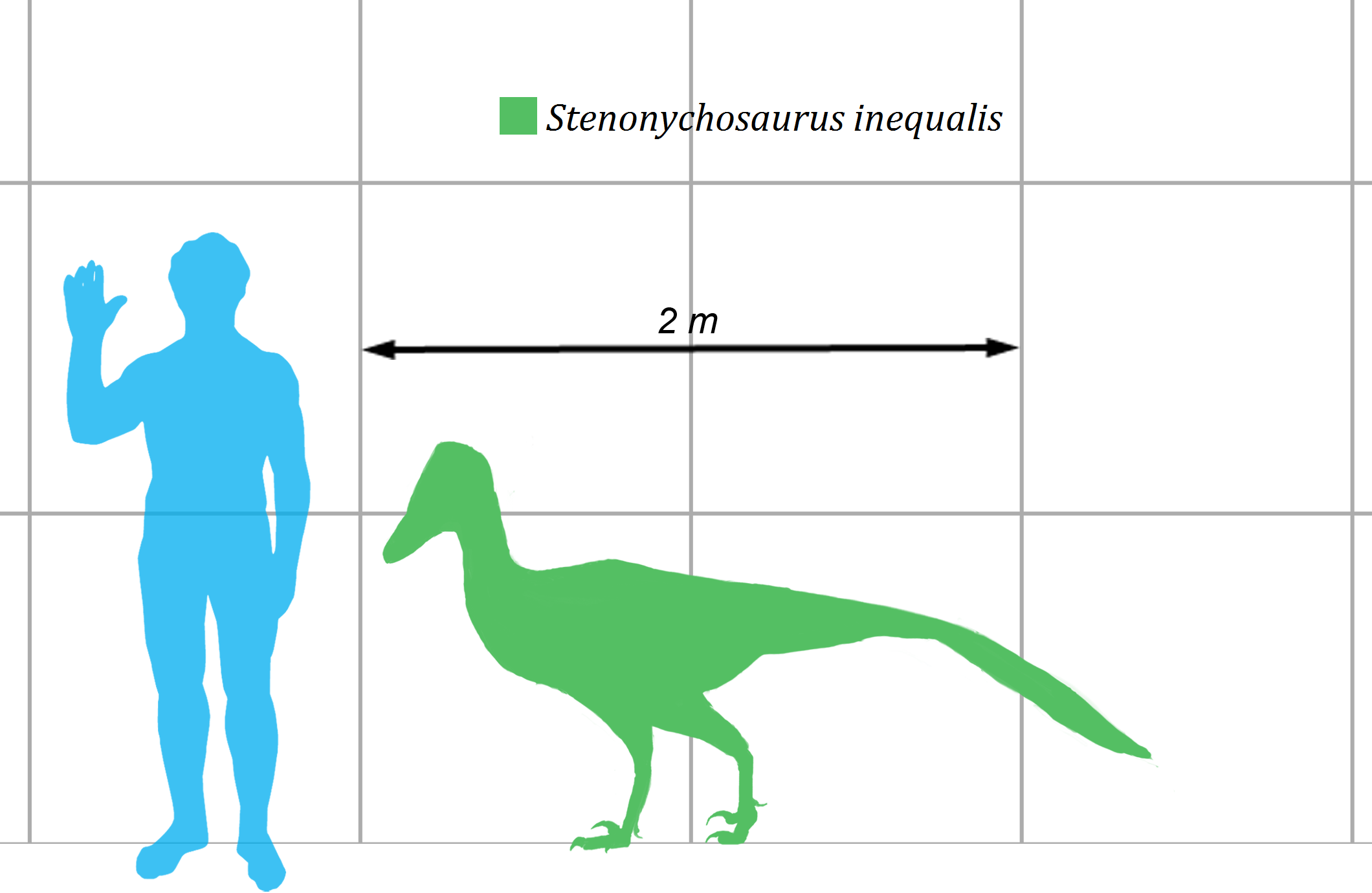
Stenonychosaurus - porovnání velikosti s člověkem

Fosilie stenonychosaura v roce 1928 objevil a v roce 1932 formálně popsal paleontolog Charles Mortram Sternberg, a to na základě fragmentů kostí končetin a obratlů. Další fosilní materiál byl objeven později, zejména pak v roce 1969 paleontologem Dalem Russellem. Na základě těchto objevů byla vypracována i hypotéza o dinosauroidech a slavný model tohoto hypotetického tvora. V roce 1987 však paleontolog Philip J. Currie stanovil, že Stenonychosaurus inequalis je pouze novým druhem rodu Troodon (T. inequalis).
Toto přesvědčení bylo obecně uznáváno až do roku 2017, kdy další odborná revize prokázala, že Stenonychosaurus je nejspíš skutečně platným rodem příbuzného troodontidního teropoda. Zároveň množství fosilního materiálu, původně přisuzovaného rodu Troodon byl popsán jako nový rod Latenivenatrix.

## Popis a inteligence
Stenonychosaurus byl menší opeřený teropod, dosahující délky kolem 2 až 3 metrů a hmotnost v rozmezí 14 (u mláďat) až 75 kilogramů. Byl pravděpodobně lovcem menší kořisti, mohl být aktivní i v noci (jak naznačuje velikost očnic v jeho lebce). Jeho mozkovna byla velká a objemná (jedna z největších mezi všemi mozkovnami druhohorních dinosaurů), což zavdalo podnět k představám o jeho potenciálně vysoké inteligenci (přinejmenším na poměry druhohorních dinosaurů). Odtud také vychází koncept "dinosauroida" z 80. let 20. století. Z podobných úvah se zrodily hypotetické domněnky o potenciální možnosti vzniku civilizace druhohorních dinosaurů (pro tu však chybí jakékoliv fosilní nebo jiné doklady).
Charakteristikou těchto teropodů je poměrně velký mozek a s ním související relativně vysoká inteligence. Spekuluje se dokonce o možnosti, že někteří z těchto dinosaurů mohli být schopni používat jednoduché nástroje (v podobě větví, kamenů apod.).